# Вата (присілок)
Ва́та (рос. Вата) — присілок у складі Нижньовартовського району Ханти-Мансійського автономного округу Тюменської області, Росія. Адміністративний центр та єдиний населений пункт Ватинського сільського поселення.
Населення — 451 особа (2017, 526 у 2010, 535 у 2002).
Національний склад станом на 2002 рік: росіяни — 77 %.